# Кубинка
Кубинка — місто районного підпорядкування (до 2004 — селище міського типу) в Одинцовському районі Московської області Росії, найбільший населений пункт міського поселення Кубинка. Розташований за 63 км на захід від центру Москви.

## Опис
Населення 26,2 тис. чол. (2010).
Залізничний вузол (станції Кубинка-1 і Кубинка-2).
Поблизу Кубинки розташовується 38 НДІ МО РФ, на території якого розташовується військово-історичний музей бронетанкового озброєння і техніки. У п'яти кілометрах від Кубинки — авіабаза Кубинка.

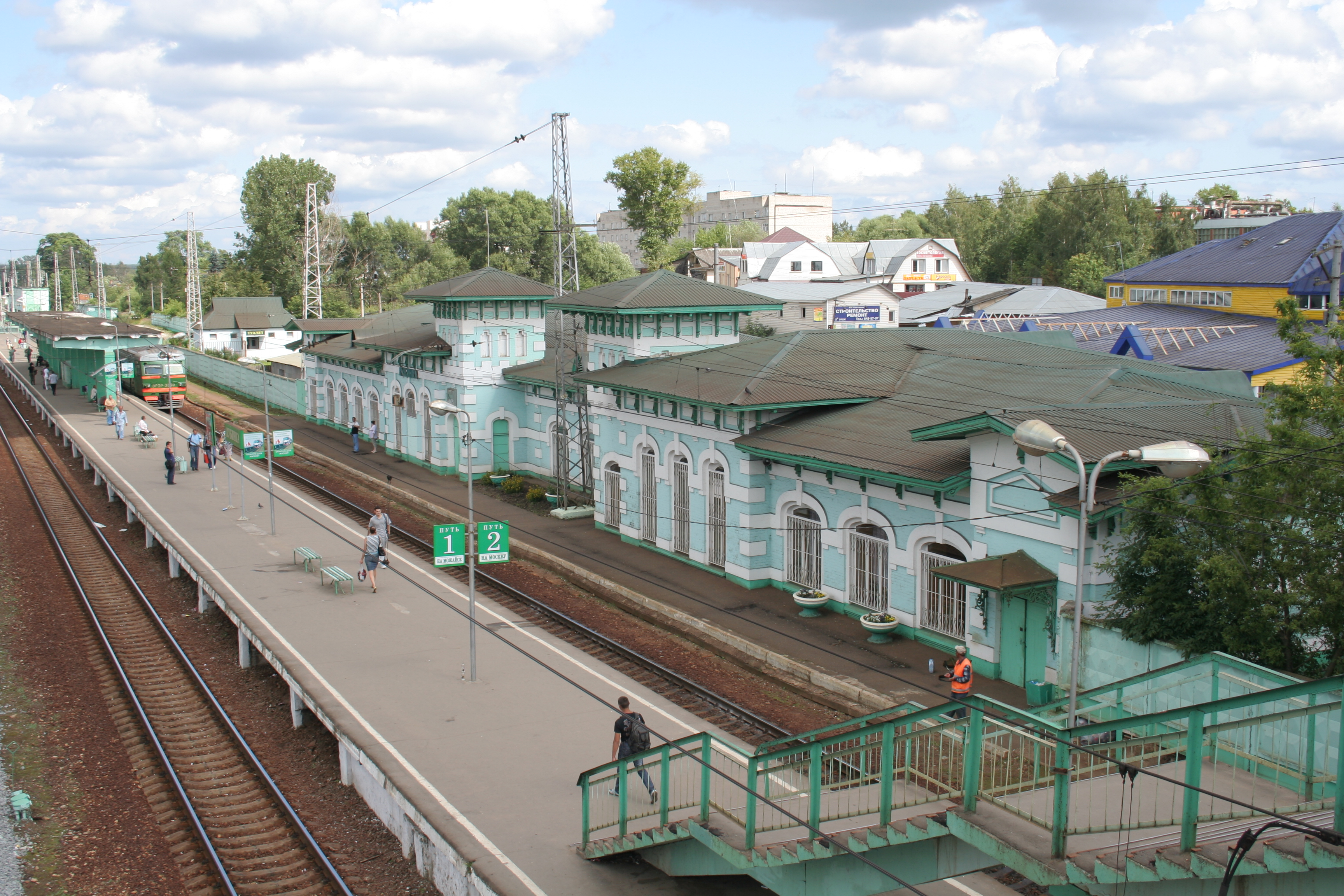
Станція Кубинка-1

## Промисловість
- Завод «Веломоторс»
- ЗАТ «Кубинка»
- 121 Авіаремонтний завод
- «Кубинські ковбаси»

## Навчальні заклади
- Московський Військовий Інститут Радіоелектроніки Космічних військ (МВІРЕ КВ)
- МОУ Кубинська ЗОШ № 1
- МОУ Кубинська ЗОШ № 2 імені Героя Радянського Союзу Безбородова Василя Петровича

## Історія
Назва міста походить від прізвища колишнього власника села Починки — князя Івана Івановича Кубенського, тож невдовзі село отримало назву Кубенське. У 1870 році на Київській залізниці у двох верстах від села була відкрита залізнична станція Кубинка, яка невдовзі поглинула село. 1926 року у селищі станції Кубинка жило 513 мешканців, селі Кубинському — 1399 мешканців. Робітниче селище з 1968 року, місто з 2004 року.

## Символіка
Місто Кубинка має власну символіку — герб та прапор які були ухвалені 24 квітня 2009 року. Основою геральдичних символів міста є зображення срібного кінного вершника в обладунках російського драгуна періоду Французько-російської війни 1812 року.

## Міський округ
До складу міського поселення Кубинка входить ряд селищ та сіл (в дужках кількість населення):
Селище Авіаработніков (34), село Акулово (48), село Анашкіно (9), село Асаково (29), Болтино (21), селище Дубки (360), село Дютьково (7), Ереміно (81), село Капань (20), село Крутіци (79), Кримське (26), село Ляхово (41), село Наро-Осаново (26), село Подлипки (151), Полушкіно (100), село Репище (58), Селище рибкомбінату (250), село Соф'їно (1), село Труфановка (11), село Угрюмово (11), село Хомяки (19), село Чупряково (1951), село Якшино (2).

## Населення
| Рік  | тис. чол | рік  | тис. чол | рік  | тис. чол | рік  | тис. чол |
| ---- | -------- | ---- | -------- | ---- | -------- | ---- | -------- |
| 1970 | 7.3      | 2001 | 10.0     | 2007 | 26.3     | 2012 | 22.6     |
| 1979 | 8.3      | 2003 | 26.2     | 2008 | 26.3     | 2013 | 22.1     |
| 1989 | 8.0      | 2005 | 26.3     | 2010 | 26.2     |      |          |
| 2000 | 10.1     | 2006 | 26.2     | 2011 | 23.0     |      |          |

## Пам'ятки історії та архітектури
У місті є декілька пам'яток історії та архітектури, а саме церква Архангела Михаїла (1803–1809, 1862 р.). Також у місті є братська могила радянських воїнів поблизу Наро-Фомінського шосе, які загинули у 1941 році, відзначено місце загибелі Героя Радянського Союзу К. М. Титенкова (1911–1941), а також могила невідомого солдата.

### Танковий музей
- Танковий музей, Кубинка
- Кубинка. Військово-історичний музей бронетанкового озброєння і техніки [Архівовано 12 березня 2011 у Wayback Machine.]